# 异裂酶

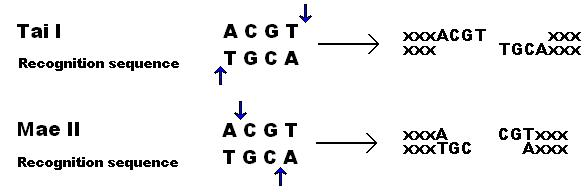
两种异裂酶的识别序列与酶切产物

异裂酶（英語：Neoschizomers）是指识别相同的核酸序列，但酶切位点不同的限制酶，在一些特殊的实验中有很大的应用价值。 
例如：

限制酶 MaeII 的酶切位点为 A^CGT	

限制酶  TaiI 的酶切位点为 ACGT^
限制酶  ApaI   的酶切位点为 GGGCC^C

限制酶 Bsp120I	的酶切位点为 G^GGCCC
以及其它一些例子。
识别相同序列，酶切位点也相同的限制酶称为同裂酶。